# (16155) Buddy
(16155) Buddy est un astéroïde de la ceinture principale.

## Description
(16155) Buddy est un astéroïde de la ceinture principale. Il fut découvert par John Broughton le 3 janvier 2000 à l'observatoire de Reedy Creek. Il présente une orbite caractérisée par un demi-grand axe de 2,73 UA, une excentricité de 0,148 et une inclinaison de 5,33° par rapport à l'écliptique.
Il fut nommé en hommage au chanteur américain Buddy Holly (1936-1959).

## Compléments